# Det amerikanske køkken
Det amerikanske køkken betegner mad og madlavning fra USA, kendt i dag især for fastfood, præget af de lokale fødevarer som kartofler og majs, samt af det enorme smeltedigel af nordamerikanske madkulturer, hvor både oprindelige folkeslag, mexicanere, afrikanske slaver, indvandrende kollonimagter og slaveejere, samt utallige indvandrere fra Europa og Asien har alle sat deres præg på amerikansk mad og stadig udvikler maden den dag i dag.
Efter den europæiske kollonisering og nu i takt med amerikansk verdensdominans er de amerikanske afgrøder også blevet så verdenskendte, at de indgår nu som tradidionelle og fundamentale dele af de fleste andre køkkener i verdenen, her især de vigtigste afgrøder som kartoflen, tomaterne, solsikker, chilli og i noget mindre, dog stadig betydelig omfang majs, græskar, kalkun, jordnødder, søde kartofler og avokado. Nogle enkelte afgrøder blev bragt til USA af europæiske indvandrere: æblet og hveden, der tilsammen udgør apple pie, som betragtes som det mest ærkeamerikanske ret, samt kyllinger og svinekød, der nu udgør rygraden af al amerikansk fastfood. Omvendt introduktion af amerikansk madlavning er også kendt, hvor mange retter fra det amerikanske køkken er først blevet bragt til USA af indvandrere såsom italienere, tyskere eller japanerne, og derefter har den amerikanske verdensmagt spredt disse retter kloden over og endda genintroduceret dem til oprindelige Europa eller Asien, hvor disse først er blevet populære efter den amerikanske introduktion og afviger kraftigt fra oprindelige retter - såsom deep dish-pizza, hamburgere eller California sushi rolls.

## De mest kendte amerikanske retter
- Amerikanske pizzavarianter: Deep Dish Chicago style, Greek pizza, New York thin crust, Hawaiipizza
- Amerikanske pastaretter: Alfredo, American Chop Suey-pastagryde, bagte ziti, Eggplant Parmesan, Chicken Parmesan, pasta fazool, penne alla vodka, spaghetti med kødboller
- Amerikanske pandekager og flap jacks, spist med maple sirup og smør
- Apple Pie
- Bagels, New York laks og smøreost-bagel
- Barbecue (grillmad)
- Burgere (cheeseburger, hamburger osv).
- Burittos
- Caesar's Salad
- California roll og andre amerikanske sushi-varianter som dybstegt sushi
- Club sandwich, BLT-sandwich, PBJ-sandwich, Reuben-sandwich, Sloppy Joe-sandwich
- Chili con carne og andre bønnechilligryder
- Chow mein
- Cornmeal og polenta
- Donuts, cronuts, amerikanske chocolate chip cookies og amerikanske blåbær muffins
- Dybstegte dyr, især kylling, nuggets, "Buffalo kyllingevinger" osv.
- Eggs Benedict - en morgenmad fra New York: pocherede æg på en engelsk muffin, med hollandaise-sovs
- Guacamole og salsa
- Gumbo, muffuletta, Po' Boy og andre Cajun/Creole retter som King Cake til Mardi Gras
- Hash browns
- Hotdogs
- Key lime pie, New York cold cheesecake, Boston cream pie
- Mac'n'Cheese
- Nachos
- New England clam chowder, San Francisco clam chowder
- Ovnstegt kalkun med sød fyld, dertil geleret tranebærsovs og søde kartofler med sirup (spist til Thanksgiving)
- Pecan Pie
- Pommes frites
- Popcorn, cornflakes og lignende
- Pulled pork
- Pumpkin Pie (spist mest til Thanksgiving)
- Steak Diane, steakhouse-bøf, og T-bone steak
- Stegte grønne tomater og andet Soul Food, som okra, collard greens, grits, hushpuppies, peach cobbler, chicken and waffles, Red Velvet-kage
- Sweet Potato Pie
- Succotash, frybread, filé-pulver, Tre Søstre og andre indfødte amerikanske fødevarer
- Texmex Amerikanske Tacos
- Thousand Island salad
- Waldorf salad